# Museum Großauheim
Das Museum Großauheim gehört zu den Museen der Stadt Hanau und befindet sich im Hanauer Stadtteil Großauheim. Schwerpunktmäßig wird im Museum Industriegeschichte gezeigt. Daneben bestehen bedeutende Sammlungen zu den Großauheimer Künstlern August Gaul und August Peukert.

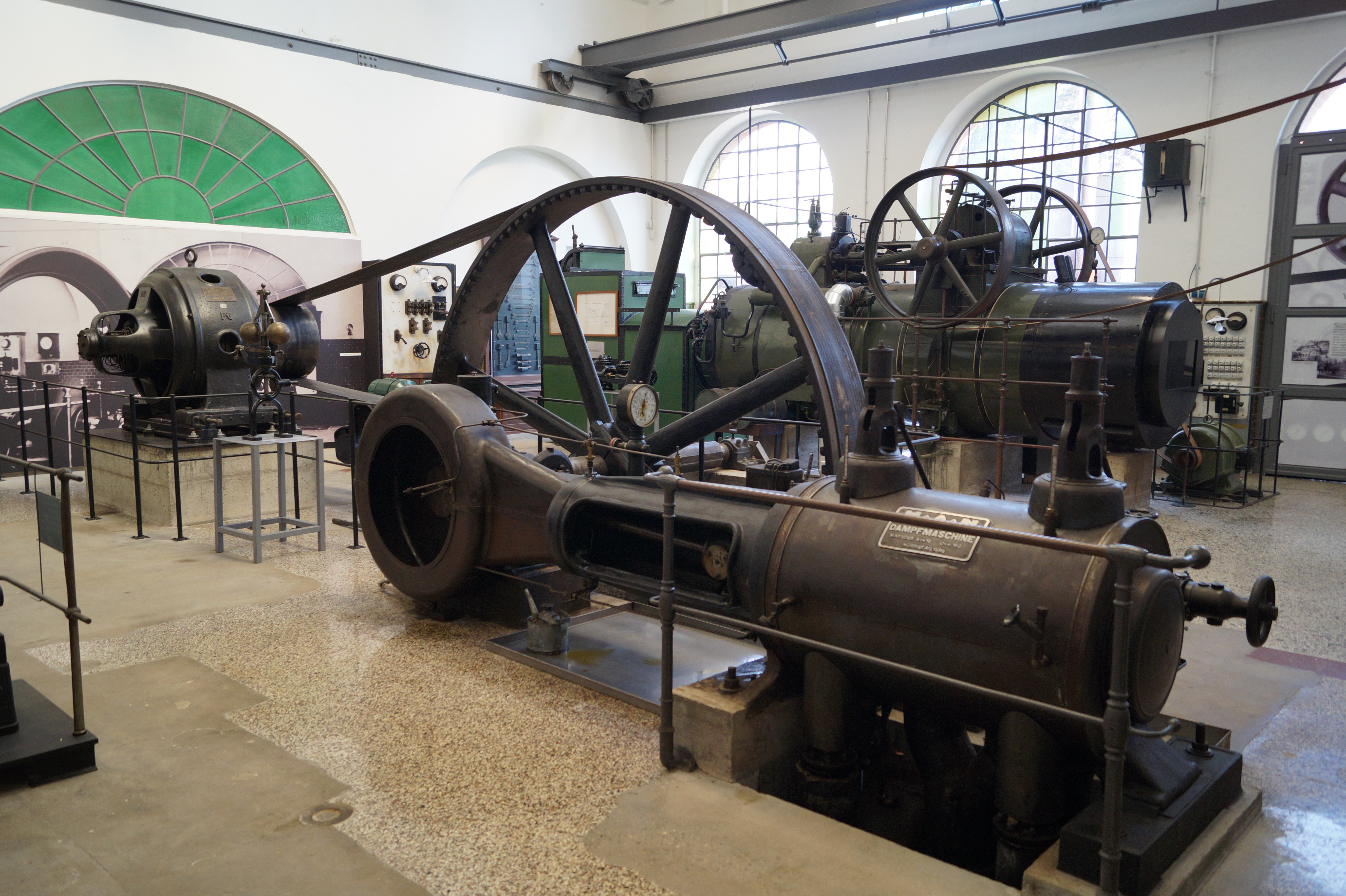
Blick in die Dampfmaschinenhalle

## Lage
Seit 1983 befindet sich das Museum im ehemaligen Elektrizitätswerk und Badehaus (erbaut 1906) am Pfortenwingert 4. Es liegt nahe dem Ortskern in Nachbarschaft zum alten Friedhof und ist vom Großauheimer Bahnhof fußläufig zu erreichen. Das Gebäude wurde bis zum Jahresende 2011 vollständig saniert.

## Sammlung
Das Museum wird geleitet von Beate Hofmann. Die Sammlung nimmt eine Fläche von rund 1300 m² ein und gliedert sich in drei Bereiche:

### Industriegeschichte
Der erste Teil dieses Ausstellungsbereiches widmet sich der Mechanisierung der Landwirtschaft. In einer großen Halle werden unter anderem eine dampfbetriebene Lokomobile mit Dreschmaschine, ein Dampftraktor und ein Kleinschlepper mit Verbrennungsmotor der in den 1950er Jahren in Großauheim ansässigen Firma Josef Bautz gezeigt. Der Maschinenpark des Fördervereins Dampfmaschinenmuseum e. V. wurde hier eingebracht. Daran anschließend zeigt eine kleine ortsgeschichtliche Abteilung anhand von Großfotos die frühere Freizeitgestaltung in Großauheim.
In der einstigen Maschinenhalle wird die Energieerzeugung mit Dampfmaschinen und Generatoren nachgestellt. Daran anschließend wird im ehemaligen Spritzenhaus die Hanauer Industriegeschichte bis heute dargestellt. Bedeutende Impulse dafür waren der Anschluss an die Eisenbahn (1848) und der Bau des Hanauer Mainhafens (1924). Fotos illustrieren die Arbeit der Menschen in der zunehmend industrialisierten Welt. Großfotos und Texte, vor allem aber Objekte Hanauer Traditionsbetriebe (Heraeus, Dunlop, Evonik) beschließen die Ausstellung, darunter auch ehemalige Betriebe wie die Eisengießerei Marienhütte und die Pulverfabrik Wolfgang.

### August Gaul
Der vordere Bereich des Museums zeigt Exponate des wohl bekanntesten Großauheimers, des Bildhauers August Gaul (1869–1921). Gaul wurde in Großauheim geboren und an der Hanauer Zeichenakademie unterrichtet. Die neu gestaltete Abteilung zeigt vorwiegend frühe Entwürfe, darunter einen Guss der großen Stehenden Löwin und die originale Figurengruppe der Jungen Bären (ehemals am Warenhaus Wertheim in Berlin). Weitere Werke von Gaul werden im Historischen Museum Hanau im Schloss Philippsruhe gezeigt.

### August Peukert
August Peukert (1912–1986) wurde in Großauheim geboren und an der Zeichenakademie bei Richard Estler und Reinhold Ewald ausgebildet. Im ersten Obergeschoss des Museums konnte mit Unterstützung des Heimat- und Geschichtsvereins Großauheim e. V. sowie mit Schenkungen und Leihgaben der Familien Peukert und Eich eine eigene Abteilung eingerichtet werden. Sie umfasst Peukerts Frühwerk, die Nachkriegszeit und die Landschaften der 50er Jahre, experimentelle Monotypien und Mischtechniken sowie sozialkritische und freie Werke der Spätphase.

### Sonstiges
Der rückwärtige Teil des Gebäudes wird für Sonderausstellungen genutzt. Das Museum verfügt über eigene Räume für ein museumspädagogisches Angebot. Im Gebäude befinden sich weiterhin Räume des Heimat- und Geschichtsvereins Großauheim e. V. Der Förderverein Dampfmaschinen-Museum e. V. ist an das Museum angeschlossen, er bietet Dampfmaschinenvorführungen zu bestimmten Terminen an (Veranstaltungstag der Industriekultur Rhein-Main, „Dampftage“).